# Американський перевертень у Парижі
«Американський перевертень в Парижі» (англ. American Werewolf in Paris, An) — фільм жахів режисера Ентоні Уоллера з елементами «чорного гумору ». Стрічка з великим бюджетом за участю кіностудій 5 країн замислювалася як сиквел популярного фільму Джона Лендіса «Американський перевертень у Лондоні».

## Зміст
Енді, Кріс і Бред подорожують Європою у пошуках пригод. Вони знаходять їх у Парижі, в похмурих катакомбах якого владарює могутній клан перевертнів. Одного разу вночі Енді запобігає самогубству молодої француженки Серафін. Вражений її красою, Енді з друзями вирушає на пошуки прекрасної мадемуазель. Виявляється, що Серафін – перевертень, і її тримає в полоні глава клану Клод. Енді повинен знайти вакцину, яка допоможе Серафін залишитися людиною і розправитися з кланом, існування якого загрожує всьому людству. До того ж Енді сам укушений перевертнем і вже відчуває, як у ньому починає ворушитися звір.

## Реакція на фільм
Відгуки кінокритиків на цей фільм були в більшості своїй негативні. За оцінкою рецензій сайтом Rotten Tomatoes, фільм отримав тільки 9% позитивних рецензій.

## Ролі
| Актор             | Роль               |
| ----------------- | ------------------ |
| Жюлі Дельпі       | Серафін            |
| Том Еверетт Скотт | Едді Макдермотт    |
| Венс Вілюф        | Бред               |
| Філ Бакман        | Кріс               |
| Джулі Боуен       | Емі                |
| П'єр Коссо        | Клод               |
| Том Новамбр       | інспектор де Люк   |
| Тьєррі Лермітт    | доктор Тьєррі Пежо |
| Варма Саар        | Злодій Скрег       |
| Катрін Кантутіс   | Елеонора           |

## Саундтрек
- Фрагмент з балета «Дафніс і Хлоя», композитор — Моріс Равель, виконавець — Оркестр Консертгебау
- Turned Blue, виконавець — Caroline's Spine
- Human Torch, виконавець — Fastball
- Mouth (The Stingray mix), виконавець — Bush
- Walking on the Sun, виконавець — Smash Mouth
- Break The Glass, виконавець — The Suicide Machines
- Psychosis, виконавець — The Refreshments
- Normal Town (ремікс), виконавець — Better Than Ezra
- If I Could (What I Would Do), виконавець — Vanessa Daou
- Soup Kitchen, виконавець — Eva Trout
- Me Compassionate, виконавець — Soak
- Loverbeast In Paris, виконавець — Smoove Diamonds
- I'm the Wolf, виконавець — Howlin 'Wolf
- Downtime, виконавець — Fat
- Hardset Head, виконавець — Skinny Puppy
- Sick Love, виконавець — Redd Kross
- Never Gonna Give You Up, виконавець — Cake

## Призи
- 1998 - Міжнародний фестиваль фантастичних фільмів в Жерармері - Гран-прі, приз глядацьких симпатій;
- 1998 - номінація на премію MTV — за найкращу пісню до фільму (Mouth).

## Цікаві факти
- У фільму існує альтернативний фінал, дія якого відбувається «кілька повних місяців потому» (англ. several full moons later) - Едді приїжджає до лікарні, де перебуває Серафін після пологів. Він дарує їй букет червоних троянд, там його чекає Кріс, а через деякий час медсестра приносить малюка. Едді піднімає покривальце, яким укритий дитина, і починає кричати. Перелякані Серафін і Едді дивляться на нього, а Едді посміхається і каже, що просто пожартував. Серафін починає, люблячи, стукати іграшкою по плечу Едді, а потім молоді батьки цілуються. Камера показує малюка великим планом - дитина відкриває жовті диявольські очі з вузькими зіницями. Починаються титри.
- Спочатку режисером фільму планувався Джон Лендіс, але в підсумку постановку здійснив 37-річний британський режисер Ентоні Уоллер;
- Для Ентоні Уоллера Гран-Прі в Жерармері став другим нагородою, отриманої на цьому кінофестивалі (перша — «Німий свідок»).

## Знімальна група
- Режисер — УоЕнтоні Уоллер
- Сценарист — БТім Бернс
- Продюсер — Річард Клаус
- Композитор — Вілберт Хірш